# José Cerqueira de Aguiar Lima
José Cerqueira de Aguiar Lima (Salvador, 6 de março de 1828 — Rio de Janeiro, 20 de dezembro de 1898) foi um militar e político brasileiro.
Após a Proclamação da República, o coronel Aguiar Lima foi a primeira pessoa a governar Pernambuco, ficando no cargo provisoriamente em 1889, deixando-o ainda no mesmo ano, após as eleições que elegeram o brigadeiro José Simeão de Oliveira para o governo do estado. 
Foi um dos signatários do Manifesto dos 13 generais contra Floriano Peixoto.